# 阳朔县
陽朔县是中国广西壮族自治区桂林市辖县，风景誘人，有“阳朔堪称甲桂林”，或稱為「陽朔山水甲桂林」之誉。縣人民政府駐阳朔镇县前街1号。
阳朔是中国重要的旅游城镇之一，被《米其林旅游指南》评为“三星级旅游推荐”（最高级别）。
作为改革开放以来第一批对外开放的旅游城市，阳朔以其独特的风光吸引众多游人，有“中国旅游名县”的美誉，旅游业已经成为阳朔经济的支柱产业。

## 历史
隋开皇十年（590年）析始安县置阳朔县，以阳朔山而得名，属桂州所辖。唐武德四年（621年），析阳朔县置归义县，治所在今白沙镇旧县村北侧，贞观元年（627年），归义县并入阳朔县。1981年7月1日划归桂林市辖至今
北宋桂州改静江府，元改静江路，明改桂林府，阳朔县一直为其属县。
2020年中国南方水灾期间，6月7日，阳朔县日降雨量327.7毫米，破当地单日降水纪录，其中在14小时內（6月7日20時至6月8日10時）降296.1毫米。。多家媒體將之與北京比較「而北京年均降水量为532.1毫米，阳朔相当于一天下完了北京大半年的雨。」因為上遊泄洪，阳朔县城（阳朔西街、阳朔公园、十里画廊等路段）内涝，白沙镇、葡萄镇、金宝乡等内涝，永福县内涝。6月7日11:30，陽朔縣高田鎮的「小2型水庫」沙子溪水库20多米長的壩體垮壩，垮壩事件獲國務院新聞辦通報，官方指無人傷亡。阳朔县城甲秀橋周边道路全淹，车辆人群被困桥上，桥面成了孤岛。

## 行政区划
现下辖6镇，3乡：
阳朔镇、白沙镇、福利镇、兴坪镇、葡萄镇、高田镇、金宝乡、普益乡和杨堤乡。

## 地理
县境东北为海洋山，西南为驾桥岭，中部为喀斯特地貌丘陵和盆地，漓江由北至南纵贯全县。
最高峰为东北部海洋山的嵩坪龙，海拔1701米。
主要河流为漓江及其支流遇龙河、金宝河、大源河等。

## 交通
- 321国道过境。
- 高速公路： 呼北高速， 包茂高速， 汕昆高速。
- 铁路：贵广客运专线，在兴坪镇设阳朔站。

## 人口
根据第七次人口普查数据，截至2020年11月1日零时，阳朔县常住人口为273124人。
2010年第六次全国人口普查阳朔县总人口为308296人，常住人口为272223人。

## 经济
2011年全县实现生产总值69.03亿元。
旅游业为支柱产业，2011年全县接待游客935.6万人次，旅游总收入38.6亿元。

### 特产
阳朔金桔、沙田柚、夏橙、椪柑、柿子、板栗并称阳朔六大名果。其中阳朔金桔为中国地理标志产品。

## 风景名胜
阳朔自然景观独特，汇聚了桂林山水的精华。
从桂林沿漓江顺流而下是阳朔最富盛名的景区，途径兴坪古镇。兴坪北部有著名的“九马画山”景点。人民币20元的风景即取自兴坪附近的佛子岩。
县城阳朔镇上有被誉为“洋人街”的西街、徐悲鸿故居，孙中山纪念堂与演讲处，还有碧莲峰摩崖石刻等。著名导演张艺谋指导的大型山水实景演出“印象刘三姐”也在城东举办，是近年众多游客必看的节目，作为中国第一个以山水实景为舞台的演出，历经多次改进，常年演出，在旅游旺季还需加演，也已经成为阳朔旅游的一张名片。
阳朔镇南部至高田镇为“十里画廊”景区，有著名的月亮山、聚龙潭、大榕树景区、蝴蝶泉景区等。
由十里画廊的工农桥沿有“小漓江”之称的遇龙河溯流而上，也是阳朔风景的精华。遇龙河中游的旧县村既有清代古建筑，也有唐归义县旧址和宋代石拱桥仙桂桥。遇龙河上游有遇龙桥、富里桥和“世外桃源”景区，遇龙河还有网红小火车可穿梭稻田、花海、荷花池。

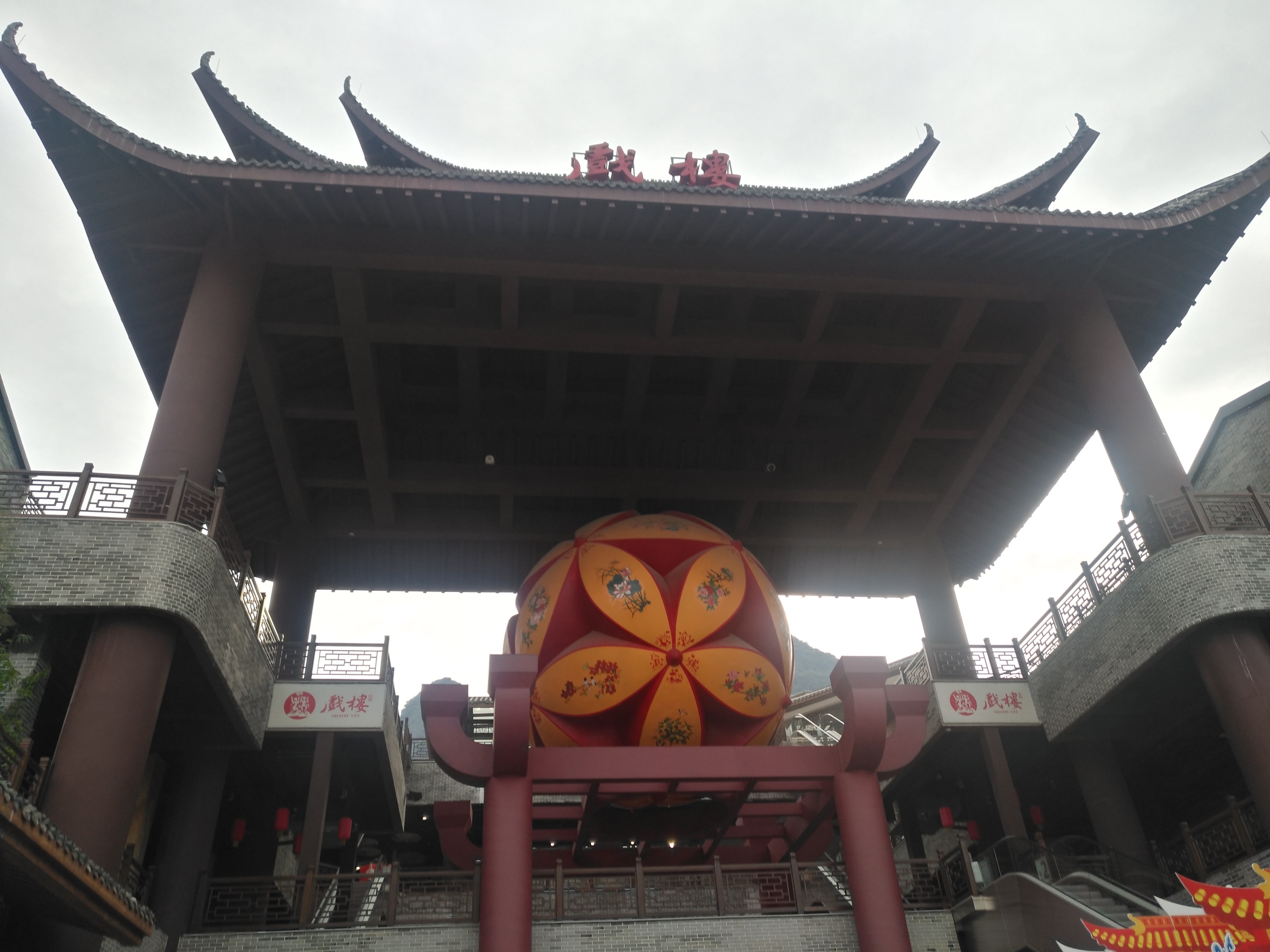
阳朔戏楼
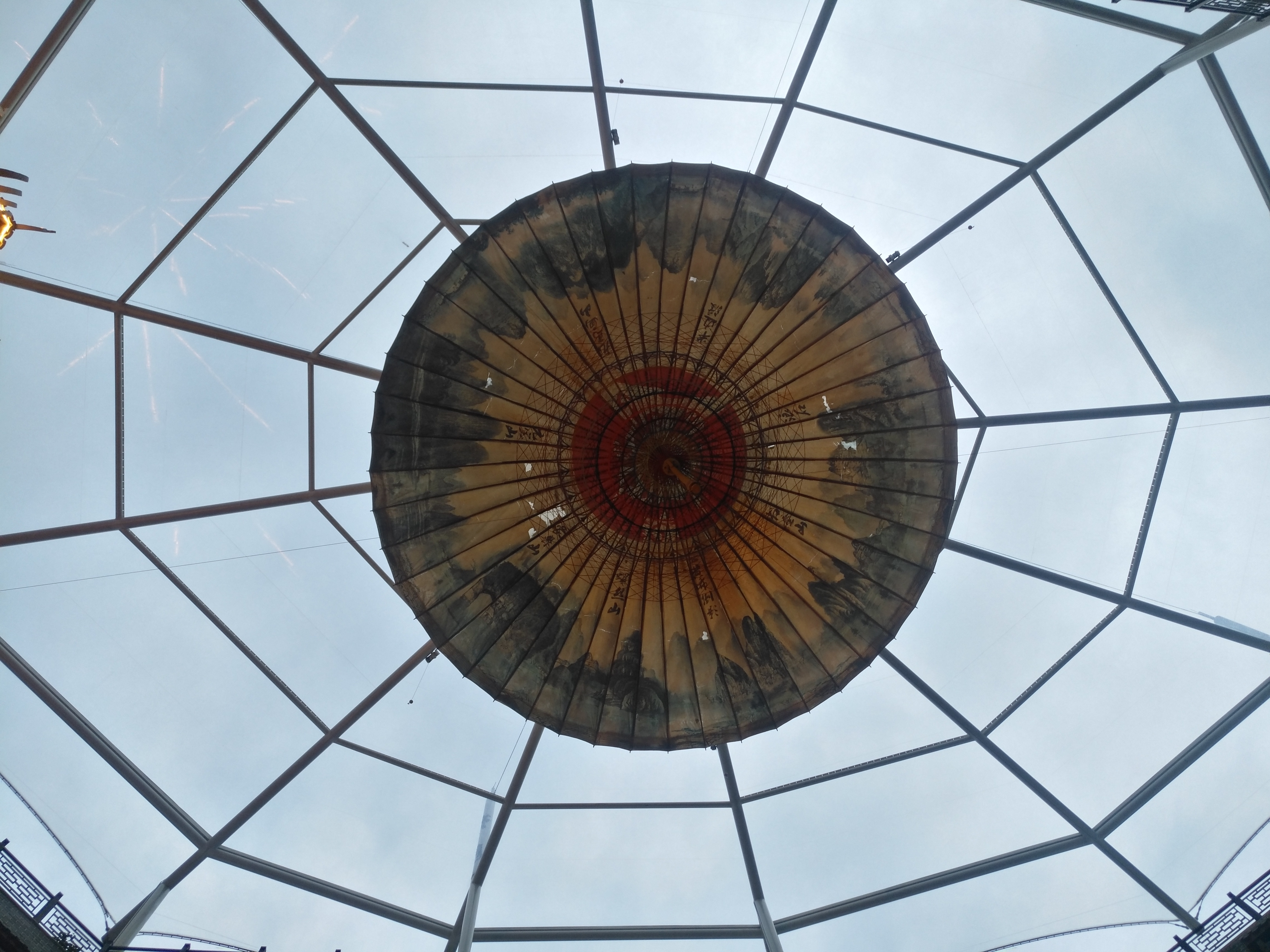
悬挂在阳朔戏楼戏台天花板的大油纸伞
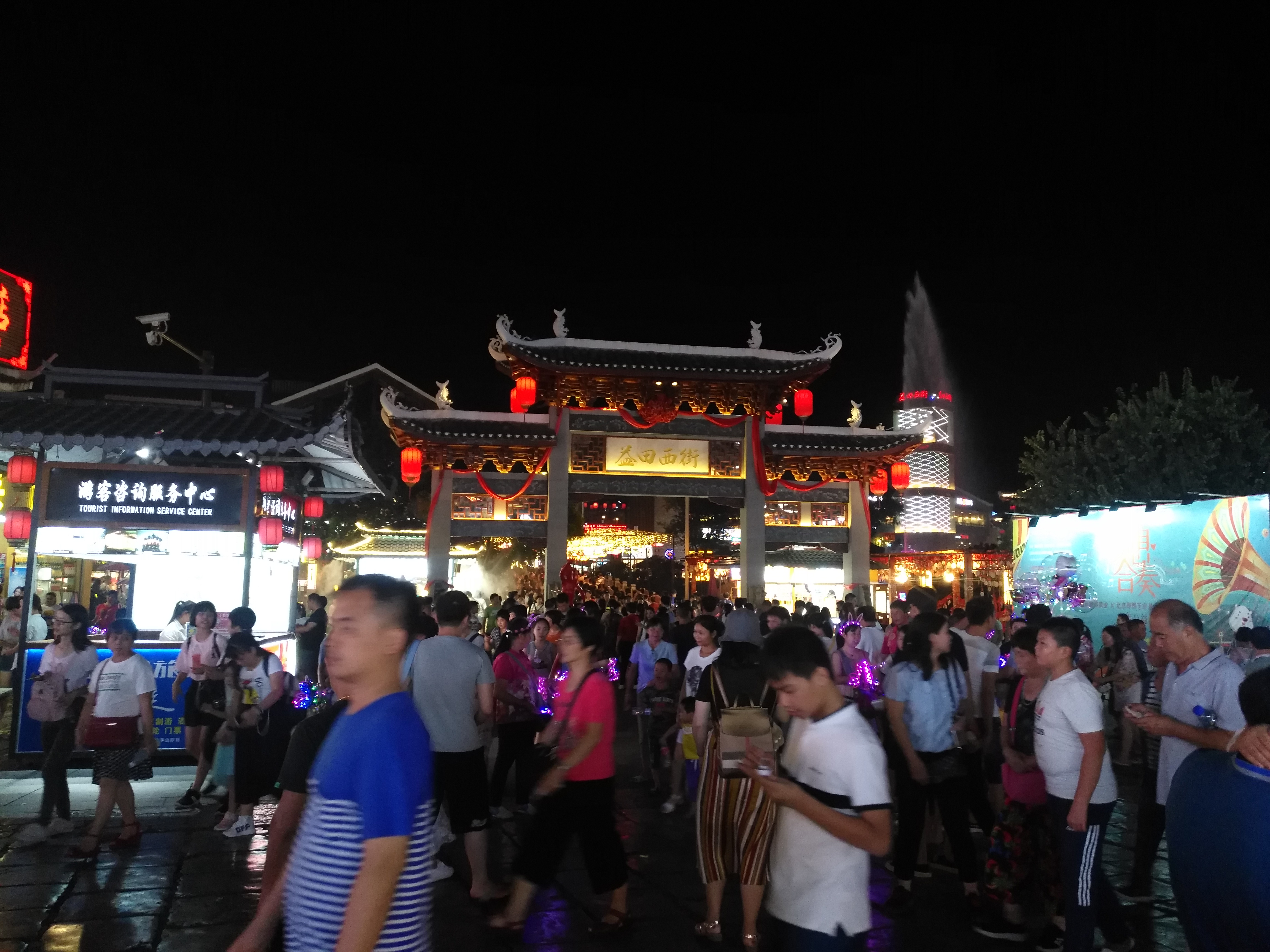
益田西街
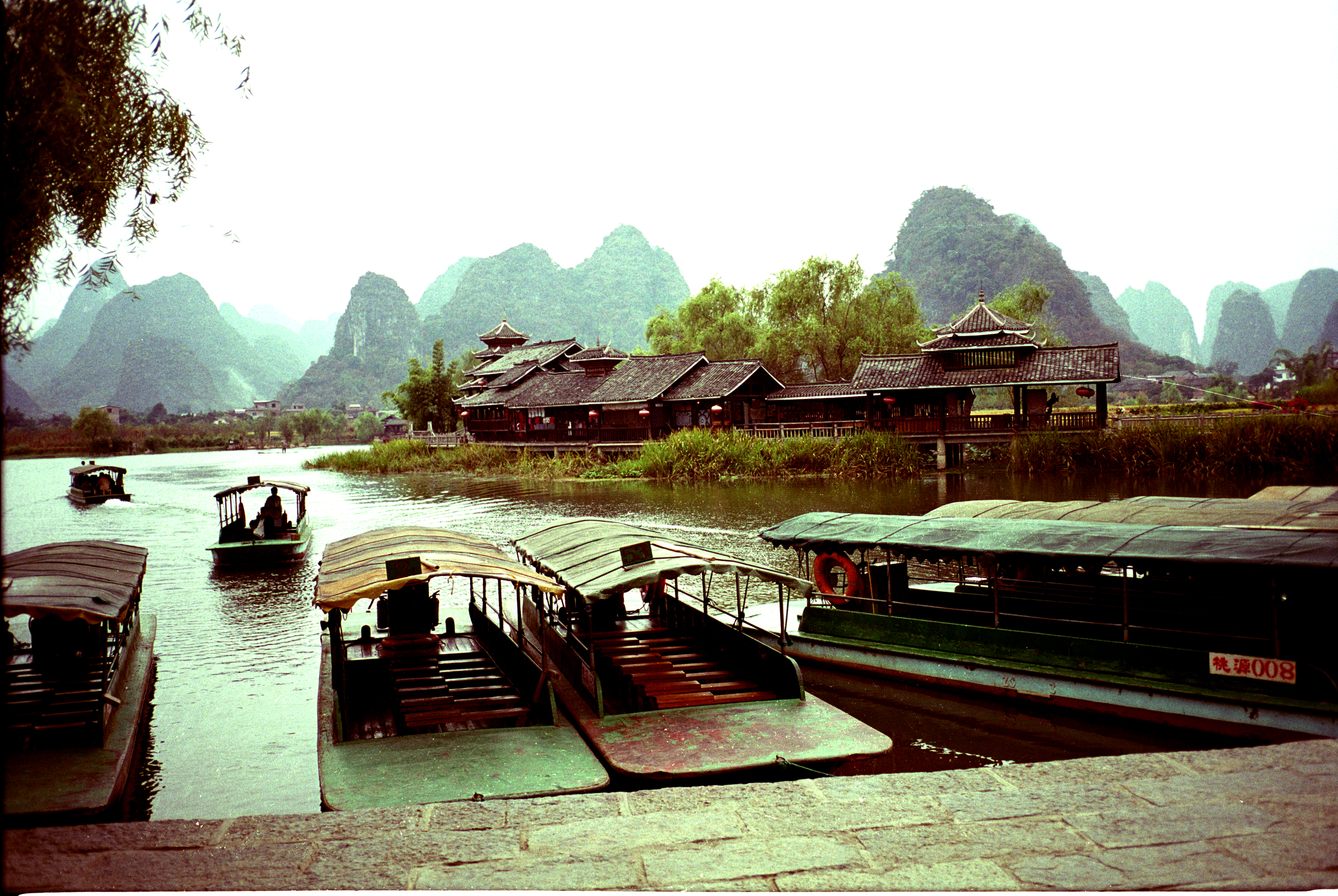
世外桃源
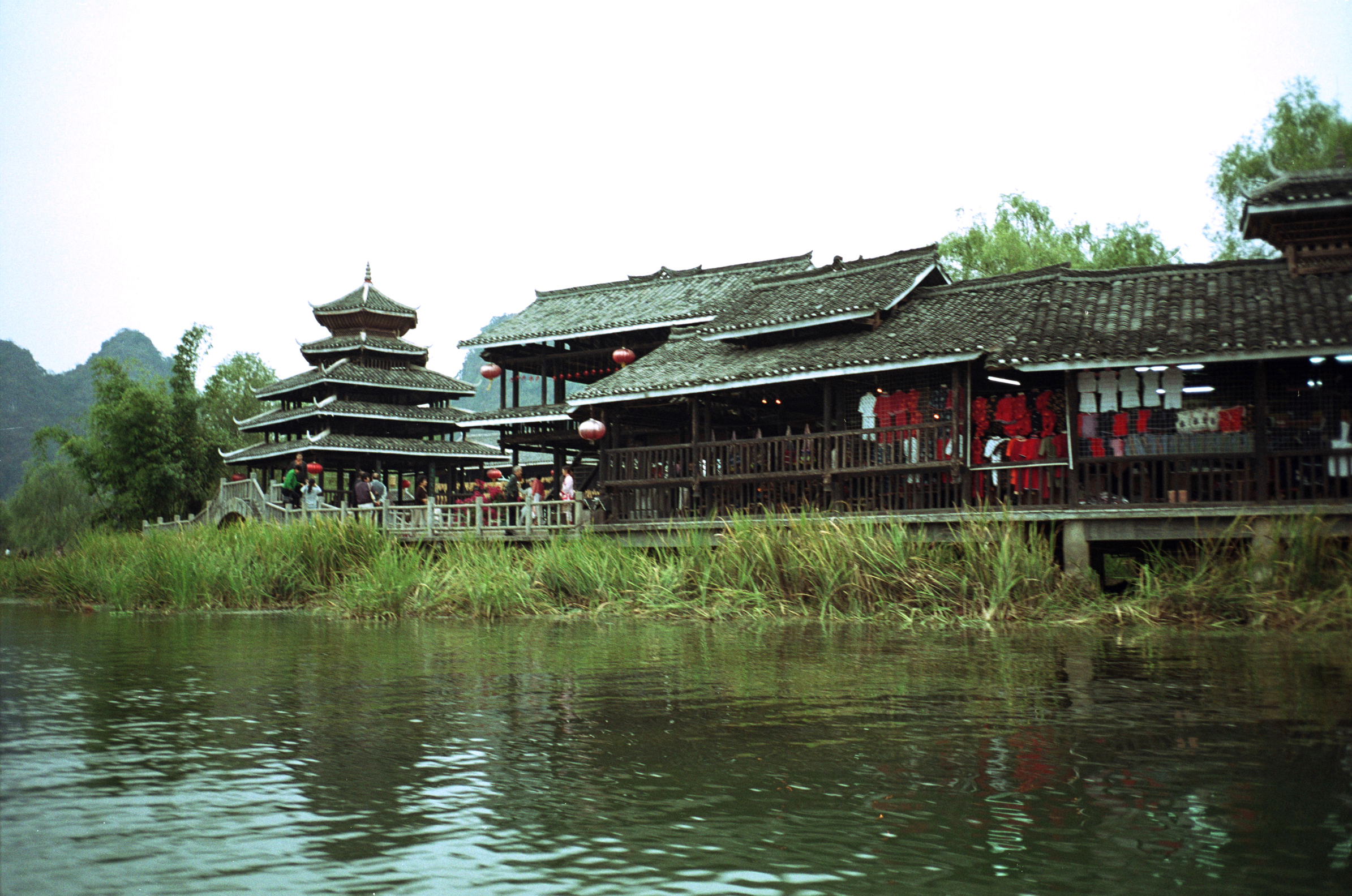
世外桃源风雨桥
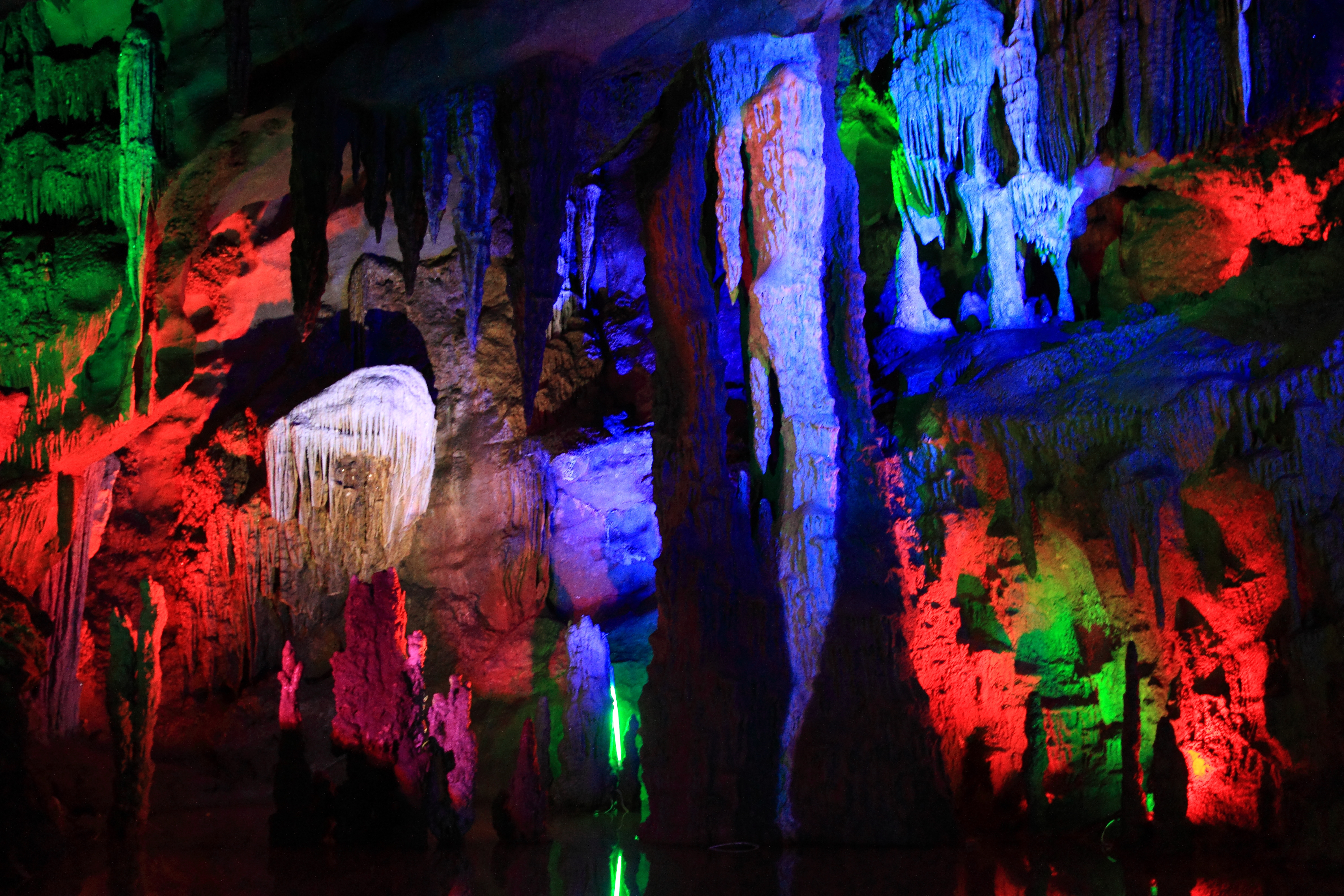
聚龙潭
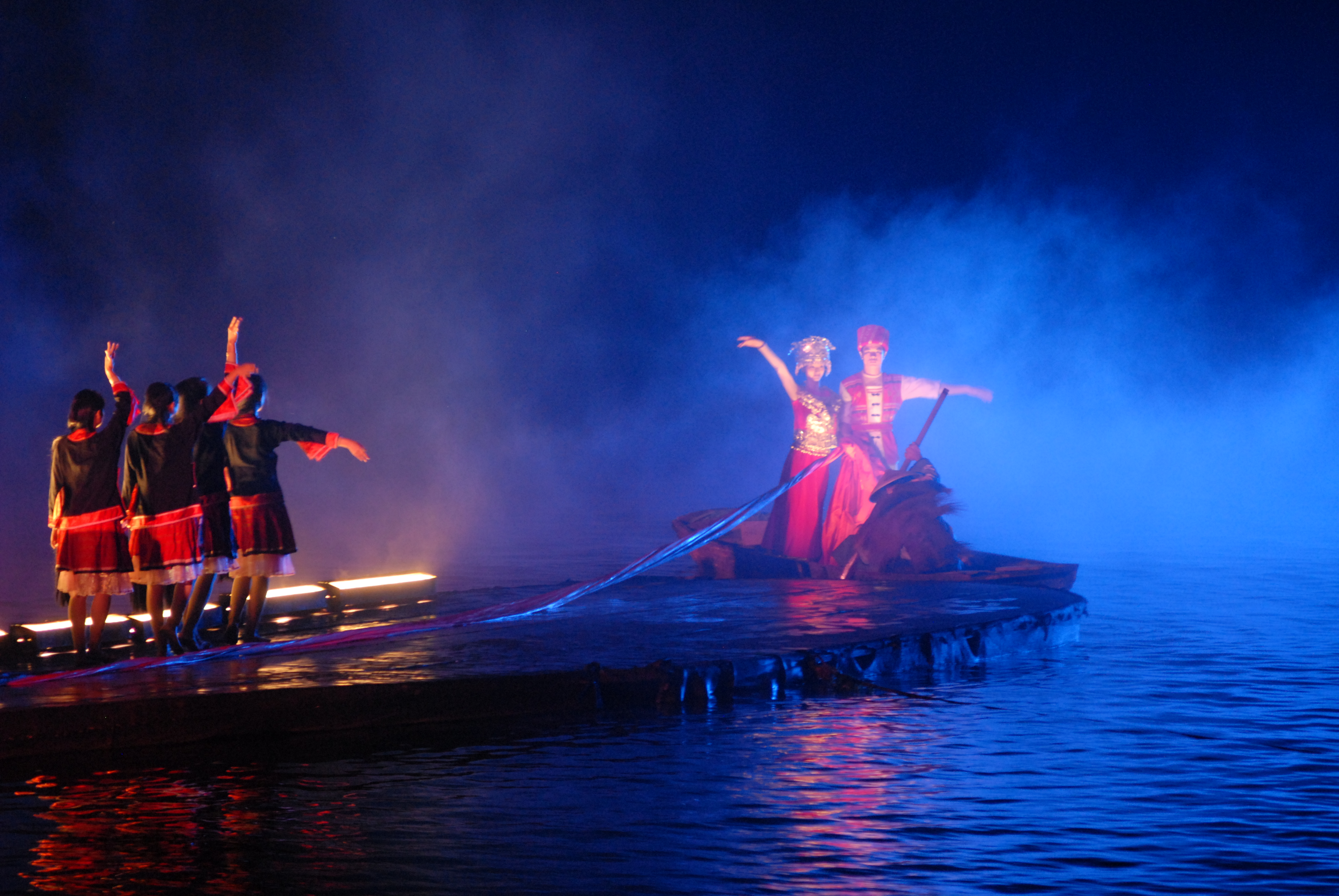
印象·刘三姐

## 友好城市

### 国际
- 美国莫尔黑德市（2011年11月29日）
- 法國老阿讷西市（2013年2月1日）

### 姐妹城市
- 俄羅斯拉皮城